# Souris City
Pour les articles homonymes, voir souris (homonymie).
Pour plus de détails, voir Fiche technique et Distribution.
Souris City (Flushed Away) est un film d'animation américano-britannique produit par les studios Aardman Animations et DreamWorks Animation, sorti en 2006.

## Synopsis
Roddy St. James est un rat domestique vivant en solitaire dans un appartement luxueux du quartier aisé de Kensington, à Londres, où il aime vivre comme un membre de la jet set.
Un jour, Sid, gros rat malpropre, s'incruste chez lui. Roddy tente de s'en débarrasser de Sid par les toilettes lui faisant croire qu'il s'agit d'un jacuzzi, mais Sid n'est pas dupe et pousse Roddy dans la cuvette avant de tirer la chasse.
Roddy se retrouve dans une ville des égouts construite à partir de divers déchets ressemblant à Londres, entièrement peuplée de rats. On lui conseille de chercher Rita Malone, qui parcourt les égouts à la barre de son fidèle Jammy Dodger et qui pourrait l’aider à rentrer chez lui. Roddy la retrouve mais à la suite d'une maladresse, lui et Rita sont capturés par les rats Spike et Whitey et conduits devant leur patron, le Crapaud, car Rita lui a repris un rubis précieux que son père avait récupéré. Le Crapaud prévoit de les congeler avec de l'azote liquide, mais ils parviennent à s'échapper. Rita prend avec elle le rubis et un câble d'alimentation unique nécessaire au contrôle des vannes anti-inondation de la ville.
Roddy se rend compte que le rubis est un faux et le brise facilement, à la grande fureur de Rita, mais lui propose un véritable rubis si elle accepte de le ramener à Kensington, ce qu’elle accepte. Ils font d’abord un arrêt chez la famille de Rita avant de repartir. Pendant ce bref séjour, Roddy surprend une conversation qui le pousse à croire que Rita le trahit au profit du Crapaud. Il revient sur leur accord et vole le Jammy Dodger. Lorsque Rita le rattrape, elle parvient à clarifier le malentendu. Ensemble, ils échappent à une nouvelle poursuite de Spike, Whitey et leurs acolytes.
Exaspéré par les échecs répétés de ses sbires, le Crapaud fait appel à son cousin français, Ze Frog. Il s'avère que le Crapaud était autrefois l’animal favori du jeune Prince Charles, avant d’être brusquement remplacé par un rat et jeté dans les toilettes, ce qui explique sa haine des rongeurs. Ze Frog et ses hommes interceptent Roddy et Rita pour récupérer le câble, mais le duo s’échappe par une canalisation, sacrifiant le Jammy Dodger, et parvient à revenir dans chez Roddy.
Roddy paie Rita avec le rubis promis et une émeraude, puis lui fait visiter son appartement. Elle pense d’abord qu’il vit avec une famille, mais en remarquant sa cage, elle comprend qu’il est un animal de compagnie et qu’il est seul. Rita tente de le convaincre de venir avec elle, mais Roddy, trop fier pour admettre sa solitude, rejette la proposition. Rita regagne les égouts, mais elle est kidnappée par le Crapaud, qui récupère le câble. Roddy reste avec Sid pour regarder un match, mais lorsque Sid mentionne la mi-temps, Roddy devine le plan du Crapaud : ouvrir les vannes pendant la mi-temps de la Coupe du Monde, lorsque tous les humains utiliseront leurs toilettes, ce qui provoquerait une énorme vague d’eaux usées submergeant la ville et permettant au Crapaud d'en faire un habitat pour ses nombreux têtards. Roddy confie sa maison et son confort à Sid et le fait le rejeter à nouveau dans les égouts. Il parvient à libérer Rita, et ensemble, ils vainquent les batraciens en coinçant les langues du Crapaud et de Ze Frog dans les engrenages en mouvement de la vanne, puis en gelant la vague d’eaux usées avec de l'azote liquide. Salué comme un héros, Roddy décide de rester avec Rita, qui embarque avec lui à bord du Jammy Dodger II, accompagné de toute la famille de Rita.
Dans la scène inter-générique, Sid profite de son nouveau confort à Kensington. Cependant, lorsque les propriétaires de Roddy reviennent, leur fille Tabitha trouve Sid sur le canapé et lui présente leur nouveau chat, à sa grande horreur.

## Fiche technique
- Titre original : Flushed Away
- Titre français et québécois : Souris City
- Réalisateur : David Bowers et Sam Fell
- Scénario : Ian Le Renais, William Davies (en), Dick Clement, Joe Keenan et Christopher Lloyd (II) d’après une histoire originale de Sam Fell et Peter Lord
- Storyboard : Bibo Bergeron et Simon Wells
- Animation : Jeff Newitt (directeur de l’animation)
- Production : DreamWorks Animation et Aardman Features
- Distribution: Paramount Pictures (États-Unis et Canada) et United International Pictures (International)
- Musique : Harry Gregson-Williams
- Pays :  États-Unis,  Royaume-Uni
- Langue originale : anglais
- Budget : 149 millions de $[1]
- Durée : 85 minutes
- Dates de sortie : 
  - États-Unis et Canada : 3 novembre 2006
  - France, Suisse romande, Belgique, Luxembourg (et Canada en V.F.) : 29 novembre 2006
  - Royaume-Uni : 1er décembre 2006

## Distribution
| - Hugh Jackman : Roddy St. James - Kate Winslet : Rita Malone - Andy Serkis : Spike - Bill Nighy : Blanco - Ian McKellen : le Crapaud - Jean Reno : Ze Frog - David Suchet : le père de Rita - Shane Richie : Sid - Kathy Burke : la mère de Rita - Miriam Margolyes : la grand-mère de Rita | - Lambert Wilson : Roddy St. James - Emma de Caunes : Rita Malone - Jean-Loup Horwitz : Spike - Pascal Casanova : Blanco - Philippe Catoire : le Crapaud - Jérôme Pauwels : Sid - Jean Reno : Ze Frog - Katy Varda : la mère de Rita - Patrick Messe : le père de Rita - Brigitte Aubry : la grand-mère de Rita - Marc Alfos : le cafard - Alexandre Aubry : Liam - Patrick Floersheim : le marin | - Daniel Picard : Roddy St. James - Viviane Pacal : Rita Malone, Mère de Rita - Philippe Martin : Spike - René Gagnon : Blanco - Guy Nadon : le Crapaud - Stéphane Rivard : Sid - Thiéry Dubé : Ze Frog - Gilbert Lachance : le père de Rita - Johanne Garneau : la grand-mère de Rita |

## Autour du film
- Ce film est totalement réalisé en Animation 3D, et non en image-par-image avec de la pâte à modeler, comme dans la plupart des productions précédentes d'Aardman, car l'omniprésence de l'eau et des effets aquatiques auraient rendu la réalisation trop chère et compliquée. Cependant, tout a été mis en œuvre, tant au niveau de l'animation que du rendu, pour que le film ait l'air d'avoir été tourné image par image.
- Contrairement aux autres versions traduites (comme Flutsch und Weg en allemand, qui respecte totalement l'original, ou la version norvégienne bokmål qui se traduit par Nedenom og hjem igjen), le titre français du film implique la présence de souris, mais les rongeurs du film sont des rats. À noter que le titre espagnol est Ratónpolis — un clin d'œil à Metropolis, voire à Peludópolis, l'un des tout premiers longs métrages de l'histoire du cinéma d'animation —, alors que la version française s'appuie plutôt sur les allitérations en « s » que l'on trouve déjà dans Sim City ou Sin City, des références plus contemporaines.
- La bande-annonce montre Roddy ayant deux hamsters majordomes à son service dans son appartement, mais dans la version finale, il y vit seul. C'est un changement apporté au scénario initial afin de renforcer la solitude de Roddy.
- Il y a beaucoup de références à d'autres films comme :
  - dans la chambre où se trouve la cage de Roddy, on aperçoit une peluche du lion Alex de Madagascar, du chien Gromit, ainsi que plusieurs lapins du film Wallace et Gromit : Le Mystère du lapin-garou ;
  - quand Roddy choisit un film on voit les DVD de nombreuses productions Dreamworks : Sur la droite de l'étagère se trouvent Nos voisins, les hommes, Madagascar, Gang de requins, Shrek, Shrek 2, Fourmiz (Antz en VO) Le Prince d'Egypte, La Route d'Eldorado ou encore Spirit, l'étalon des plaines, et sur la gauche le DVD Chicken Run ;
  - à côté du DVD de Chicken Run se trouve la photo de Gwendoline Culdebelier présente le court métrage Wallace et Gromit : Rasé de près ;
  - Quand Roddy passe en revue divers costumes de sa penderie, on distingue le costume de Wallace et un costume ressemblant à celui de Mickey dans Fantasia. Finalement, il hésite à porter celui de Wolverine (joué par Hugh Jackman dans les films X-Men et qui interprète Roddy en version originale) ;
  - Roddy tire avec un pistolet-jouet vers la caméra, à la manière du gun barrel de James Bond ;
  - Roddy se retrouve avec un poisson rouge dans les bras, qui lui demande s'il a vu son père, une référence au film Le Monde de Nemo ;
  - quand Roddy court dans les égouts effrayé la limace, la sortie est en forme de cercle, faisant référence au film d'horreur Le Cercle produit par les studios Dreamworks ;
  - Roddy est propulsé dans les airs et des passants le décrivent à la manière de Superman à son passage éclair  : "C'est un oiseau ? C'est un avion ?...";
  - La famille de Rita compte de nombreux enfants, comme dans le film Le Sens de la vie de Terry Jones et Terry Gilliam ;
  - Un vieux rat vendeur de fish and chips est habillé d'un ciré et porte un crochet, rappelant Ben Willis dans Souviens-toi... l'été dernier ;
  - Blanco et Spike se prennent un moment pour Batman et Robin, reprenant le jingle de la série télévisée ;
  - un rat ressemblant à Han solo est cryogénisé dans le congélateur du crapaud, allusion à Star Wars, épisode V : L'Empire contre-attaque d'Irvin Kershner ;
  - le malaise et les stéréotypes mis en place par Terry Gilliam dans Jabberwocky ou Brazil, ou par Victor Hugo dans Notre-Dame de Paris et ses diverses adaptations cinématographiques, forment une toile de fond dont s'amusent habilement les réalisateurs et concepteurs de Souris City.

### Box-office
| Pays                          | Box-office        | Nbre de sem. | Classement TLT | Date        |
| Box-office mondial            | 177 148 501 USD   | -            | 25e (2006)     | -           |
| Box-office États-Unis/ Canada | 64 665 672 USD    | -            | 719e           | -           |
| Box-office France             | 1 245 735 entrées | 7 sem.       | -              | au 16/01/07 |
| Box-office Paris              | 225 347 entrées   | 7 sem.       | -              | au 16/01/07 |
| Box-office Suisse             | 103 146 entrées   | -            | 550e           | -           |

Sources :
- Mondial : boxofficemojo.com
- États-Unis/ Canada : boxofficemojo.com
- France et Paris : cbo-boxoffice.com
- Suisse : procinema.ch